# Villuppattu
Vous pouvez aider à l'améliorer ou bien discuter des problèmes sur sa page de discussion.
- Son contenu est rédigé entièrement ou presque à partir d'une seule source. N'hésitez pas à modifier cet article pour améliorer sa vérifiabilité en apportant de nouvelles références dans des notes de bas de page. (Marqué depuis juin 2025)
- Il n’est pas rédigé dans un style encyclopédique. (Marqué depuis juin 2025)

- Archive Wikiwix
- Bing
- Cairn
- DuckDuckGo
- E. Universalis
- Gallica
- Google
- G. Books
- G. News
- G. Scholar
- Persée
- Qwant
- (zh) Baidu
- (ru) Yandex
- (wd) trouver des œuvres sur Wikidata

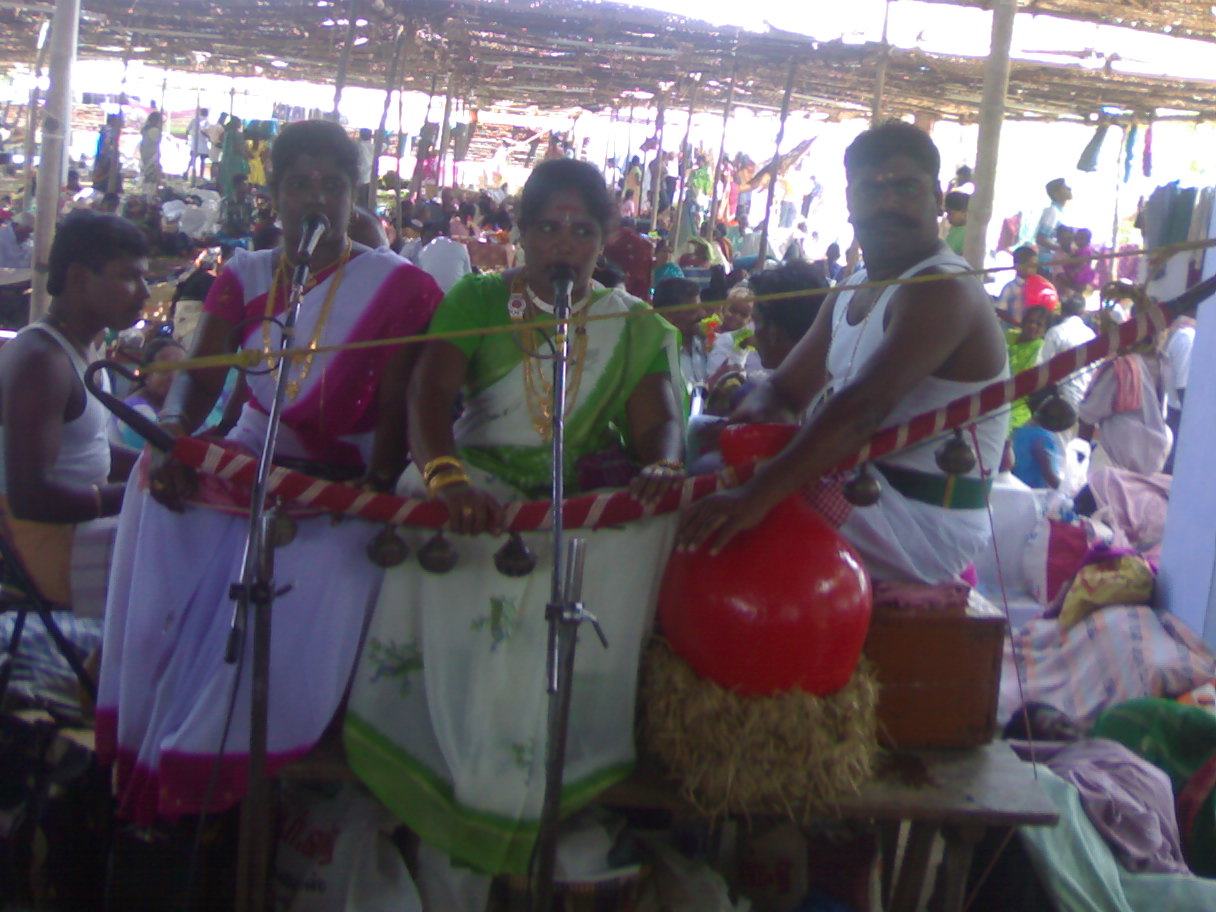
Artistes tamouls présentant un villuppattu près de Tirunelveli.

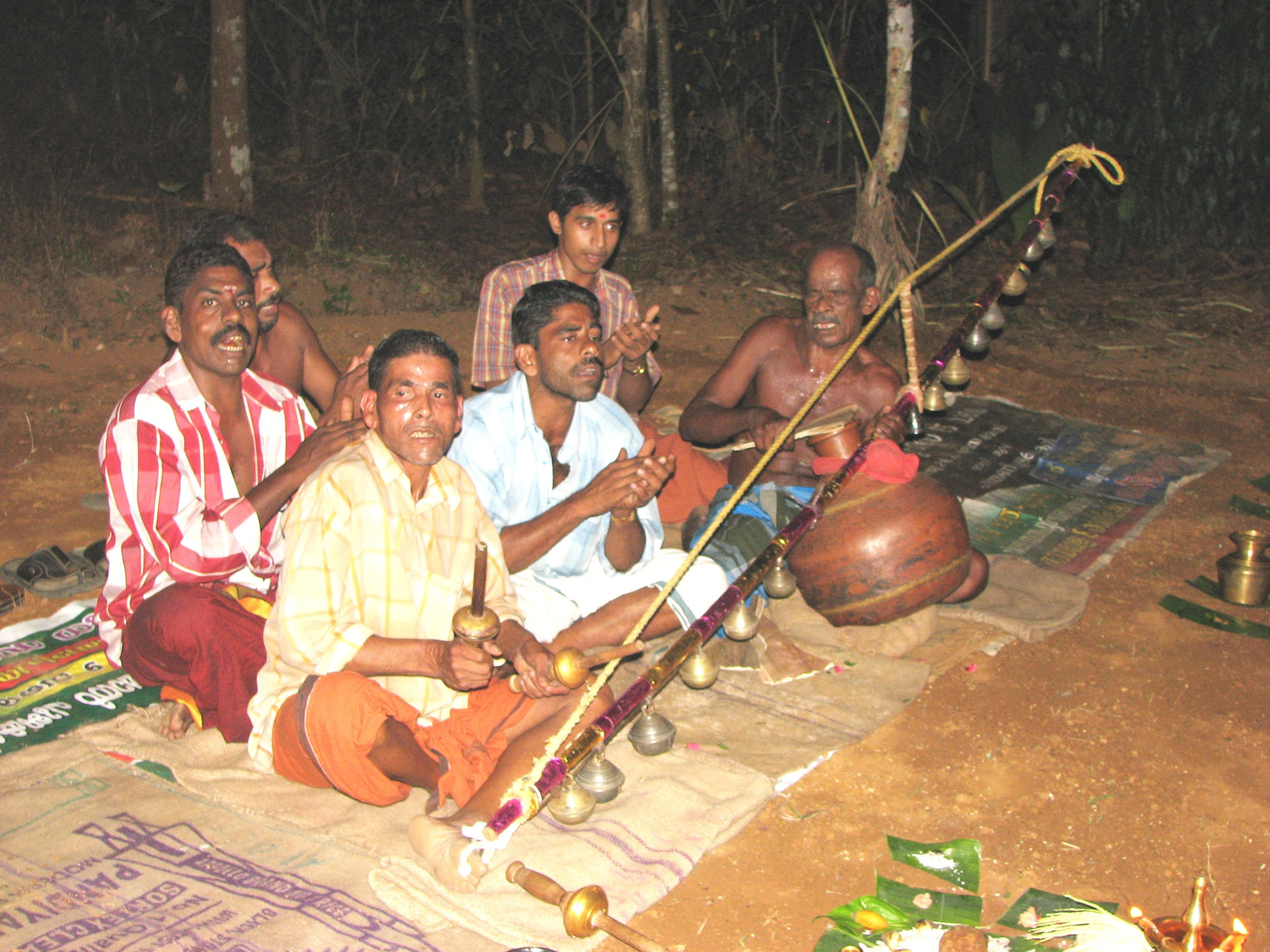
Ensemble de musiciens de villupattu

Le villuppattu ou villadichampatu (« chant d'arc ») est un art populaire rituel des temples hindous tamouls et kéralais qui consiste en une forme de narration entrecoupée de musique. L'ensemble musical se scinde parfois en deux groupes antagonistes et on parle alors de lavani Patuu. 
Des poèmes et des mélodies simples rendent l'histoire facile à suivre. Cette forme de conte est populaire parmi les populations Nadar et Ezhava. 
Le villâdivâdyam, un arc musical particulier, est utilisé comme instrument, en le frappant pendant que l'on conte l'histoire et que l'on chante les chansons accompagné de petites percussions (Udukku, Kudam, Thala, Kattai). 